# Lumbricus rubellus
La lombriz de tierra roja (Lumbricus terrestris) es una especie de anélido clitelado lumbrícido que está relacionada con la Lumbricus terrestris. Normalmente es de color marrón rojizo, dorsalmente iridiscente y amarillo pálido ventralmente. Normalmente alcanzan de 25 a 105 mm de longitud con unos 95-120 segmentos.

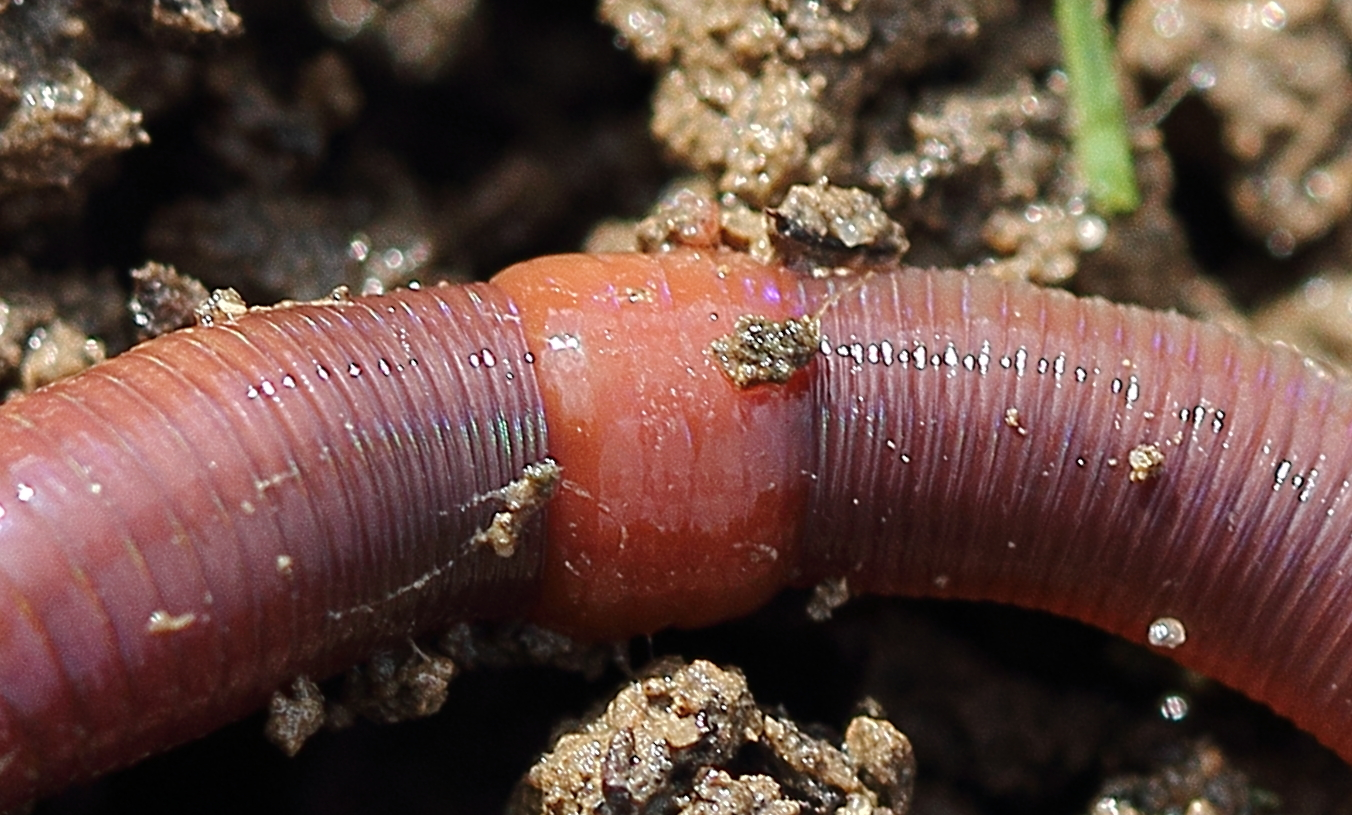
El clitelo de la L. rubellus se encuentra en los segmentos 26 a 32

## Hábitat
Lumbricus rubellus de forma natural vive en suelos con mucha materia orgánica y preferiblemente con estiércol (Edwards and Lofty 1972). Requiere un suelo blando para hacer los agujeros y suficientemente húmedo para el intercambio de gases (Wallwork 1983).

## Papel en el ecosistema
Lumbricus rubellus es un animal saprófago que se alimenta de materia orgánica (Wallwork 1983). En el ecosistema las lombrices de tierra como esta incrementan la tasa de transferencia entre los niveles tróficos haciendo que las plantas puedan acceder más fácilmente a los nutrientes. Son consumidores primarios.
La presencia de lombrices como la Lumbricus rubellus incrementen la concentración de la vitamina B12 en el suelo. Por lo tanto se incrementa el rendimiento agrícola de las cosechas y de la materia orgánica del suelo.

## Uso medicinal
En la Medicina china tradicional, los extractos del abdomen de la Lumbricus rubellus se toman en un preparado llamado Di Long, o Dragón de tierra para tratar el reuma y las enfermedades sanguíneas.